# Fabrice Muamba
Fabrice Ndala Muamba (Kinshasa, República Democrática del Congo, 6 de abril de 1988) es un exfutbolista congoleño nacionalizado británico. Jugó de centrocampista y su último equipo fue el Bolton Wanderers de la Premier League. El 17 de marzo de 2012 en un partido contra el Tottenham cayó desplomado al sufrir un paro cardíaco. El partido fue suspendido en el minuto 41 de la primera parte. Después de un tiempo, Muamba logró recuperarse y pudo volver a su vida normal. El 15 de agosto de 2012 anunció su retiro del fútbol.

## Juventud
Muamba nació en Kinshasa, Zaire (ahora República Democrática del Congo). Su padre huyó del país en 1994, a causa de sus opiniones políticas y llegó en el Reino Unido en busca de asilo. En 1999, se le concedió licencia por tiempo indefinido, momento en el que estuvo acompañado por el resto de la familia. Se establecieron en el este de Londres, donde Muamba asistió al colegio Kelmscott en Walthamstow. A pesar de haber arribado a Inglaterra a los 11 años sin saber hablar inglés, logró obtener la más alta nota tanto en GCSE como en A-Levels en Inglés, Francés y Matemáticas.

## Carrera

### Arsenal
Muamba se asoció con la cantera del Arsenal en 2002, uniéndose a la Academia como un estudiante de primer año en agosto de 2004. Firmó su primer contrato profesional en octubre de 2005 y debutó en el primer equipo el 25 de octubre en un empate Copa de la Liga contra el Sunderland, en frente de una muchedumbre 47.000 en el Estadio de la Luz. Él hizo su primera aparición equipo de segunda y última para el Arsenal en la siguiente ronda contra el Reading, donde ayudó a una victoria de 3-0.

### Birmingham City

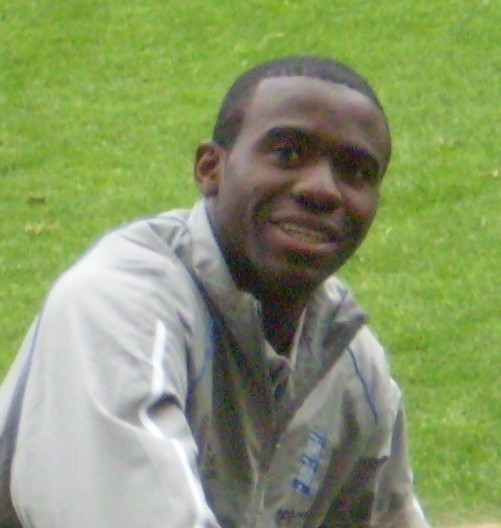
Fabrice Muamba

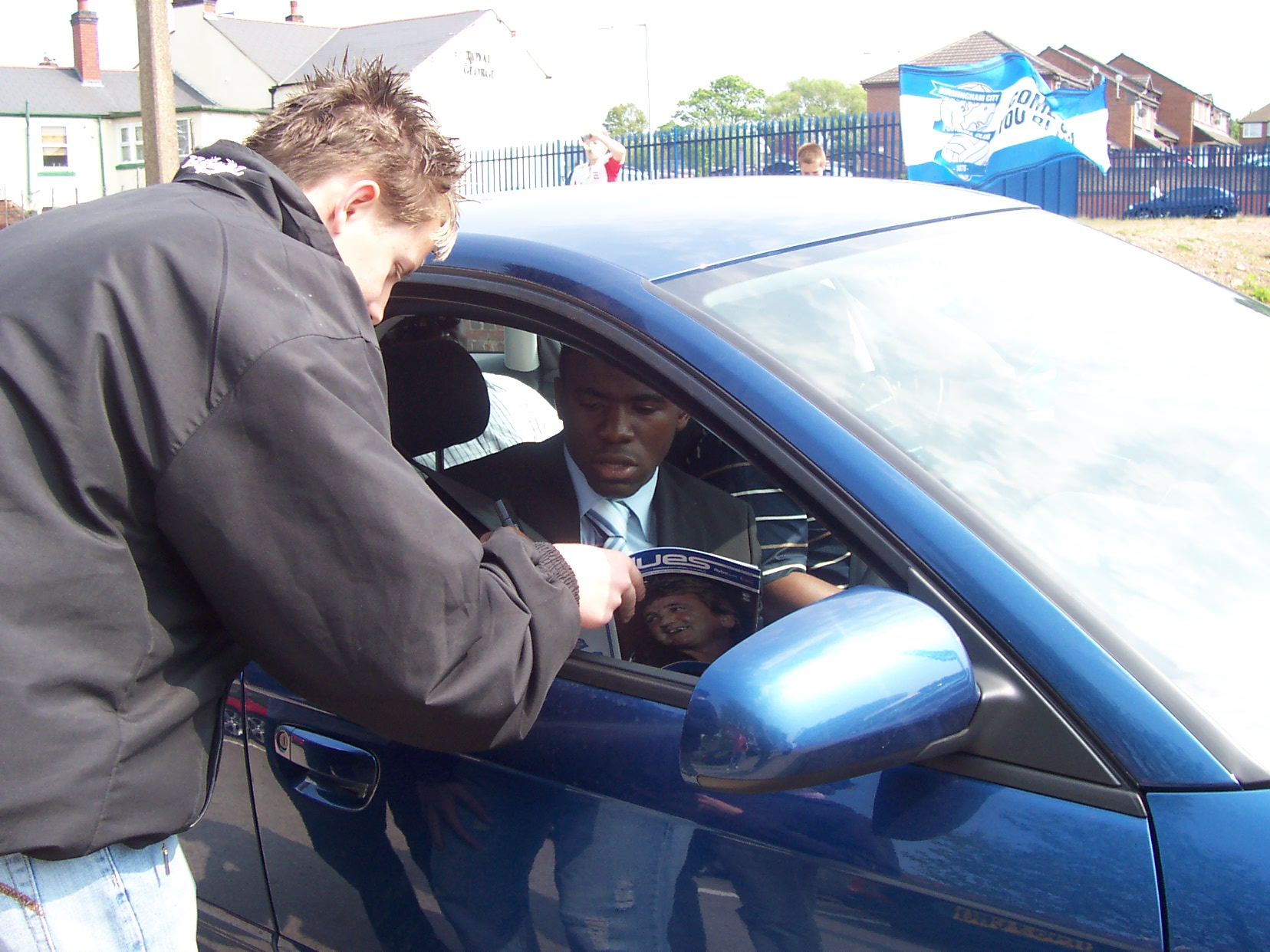
Muamba firmando autógrafos desde su coche

En agosto de 2006, Muamba jugó a préstamo en Birmingham City durante toda la temporada 2006-07. Después de un comienzo lento, su estilo enérgico de juego, que ha sido comparado con la de su héroe, Patrick Vieira, lo estableció como un titulares habituales en el centro del campo. Los aficionados quedaron impresionados por igual, él su voto Jugador Joven de la temporada. 
El 11 de mayo de 2007 el pase de Muamba fue comprado por el Birmingham City, con el cual firmó un contrato de tres años por una cifra por el club de £ 4 millones de libras. Él anotó su primer gol para el club, una volea de corto alcance tras un saque de esquina, el 12 de marzo de 2008 en una derrota 4-2 en Portsmouth. En la temporada 2007-08 jugó 37 partidos para el Birmingham, que tras un año en la élite descendió al Football Championship.

### Bolton Wanderers
El 16 de junio de 2008, Muamba se unió al Bolton Wanderers por un precio de £ 5 millones más £ 750,000 en variables, con un contrato de cuatro años. Él anotó su primer gol para el club contra el Wigan Athletic el 13 de marzo de 2010. En reconocimiento a su impresionante temporada 2009-10 ante el Bolton, fue nombrado como el Jugador Noticias de Bolton de la temporada en mayo de 2010. El 7 de agosto de 2010, Muamba firmó un nuevo contrato de cuatro años con el Bolton Wanderers.
Muamba anotó en la jornada inaugural de la temporada de la liga 2011-12, en el 4-0 de Bolton victoria a domicilio contra el Queens Park Rangers. Luego anotó su gol de la historia por primera vez en la Copa de la Liga, en contra de su antiguo club Arsenal en la derrota por 2-1.

## Selección nacional
Ha sido internacional con la selección de fútbol de Inglaterra sub-21.

### Participaciones internacionales
| Torneo                  | Sede   | Resultado  |
| ----------------------- | ------ | ---------- |
| Eurocopa Sub-21 de 2009 | Suecia | Subcampeón |

## Clubes
| Club             | País       | Año       |
| ---------------- | ---------- | --------- |
| Arsenal          | Inglaterra | 2005-2006 |
| Birmingham City  | Inglaterra | 2006-2008 |
| Bolton Wanderers | Inglaterra | 2008-2012 |

## Paro cardíaco y recuperación

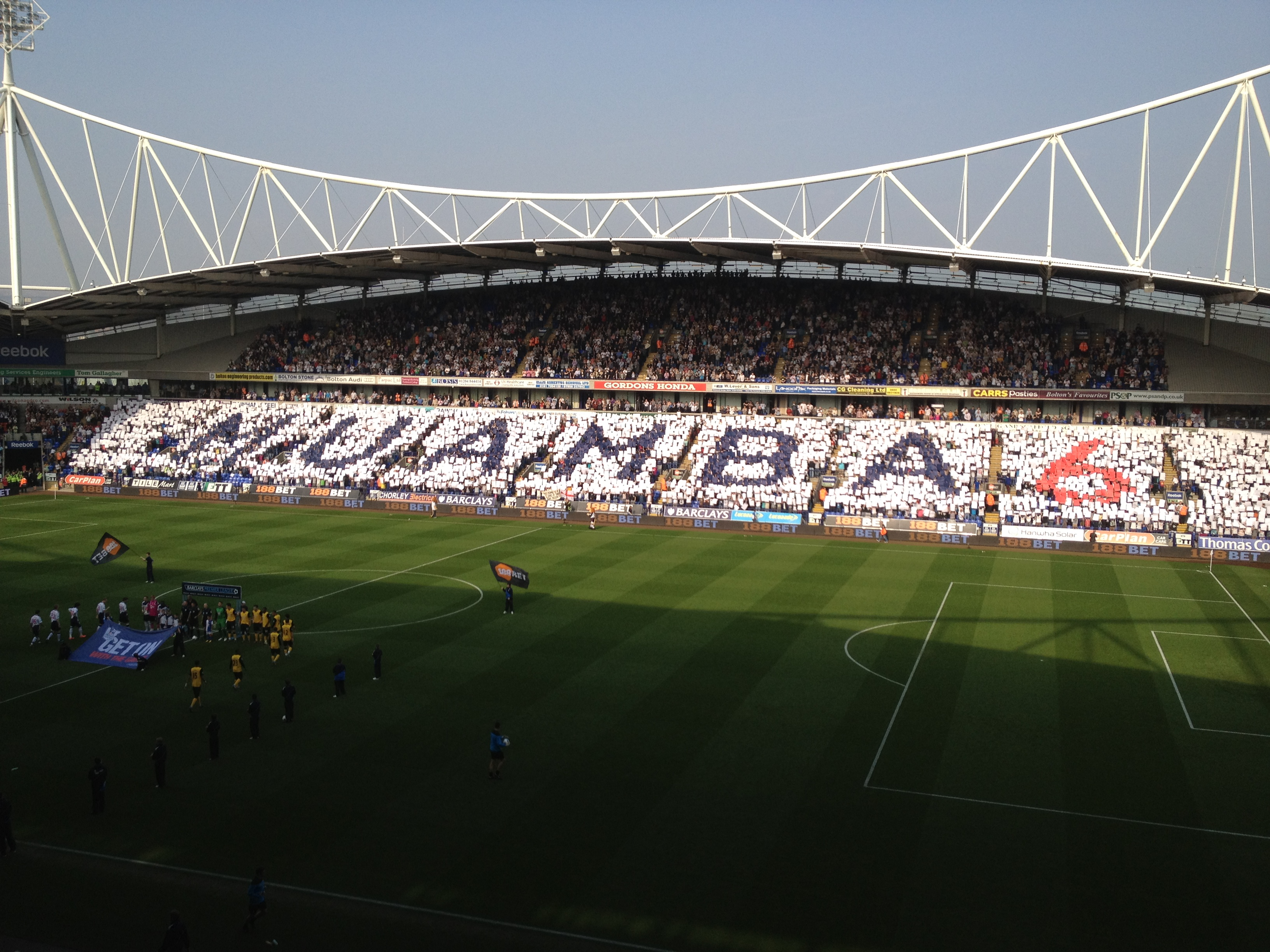
Mosaico con la palabra Muamba en el Reebok Stadium

El 17 de marzo de 2012, Muamba sufrió un paro cardíaco y se desplomó durante la primera mitad del partido válido por los cuartos de final de la Copa FA entre el Bolton y el Tottenham Hotspur en White Hart Lane. Después de recibir la atención prolongada en el campo por parte del personal médico, incluyendo un cardiólogo que estaba en el juego, como un fan, Muamba fue trasladado a la unidad especializada de cuidados coronarios en el London Chest Hospital. El gerente del Bolton, Owen Coyle y el capitán del club Kevin Davies acompañaban a Muamba en la ambulancia. El partido fue suspendido por el árbitro Howard Webb, y el próximo partido de Bolton, contra el Aston Villa, que sería jugado tres días más tarde, fue aplazado a petición del club.
El médico del club confirmó más tarde que Muamba había recibido numerosos choques del desfibrilador tanto en el campo como en la ambulancia, pero su corazón se había detenido durante 78 minutos. El jugador se mantuvo inicialmente bajo anestesia en cuidados intensivos, el 19 de marzo, su corazón latía sin medicación y fue capaz de mover sus miembros, y más tarde ese día, su estado fue descrito como "grave" en lugar de "crítico" y fue capaz de reconocer a sus familiares y responder apropiadamente a las preguntas. El 21 de marzo, su consultor sugirió que el progreso de Muamba había "superado nuestras expectativas" y que, aunque se enfrentó a un "período largo de recuperación", "la vida normal está dentro del espectro de las posibilidades".  Dos semanas después del incidente se hizo pública una fotografía de Muamba, sentado en su cama de hospital sonriendo; y el 16 de abril, fue dado de alta del hospital. Muamba asistió al partido del Bolton en casa ante el Tottenham Hotspur, el 2 de mayo, donde expresó su agradecimiento por el apoyo que había recibido. El día 15 de agosto de 2012 anuncia su retiro del mundo del fútbol por consejo médico.
Este problema cardíaco también se le atribuyó a Christian Eriksen, que se desplomó en un partido Dinamarca vs Finlandia válido por la EURO 2020, en el que también tuvo que ser asistido médicamente en el campo ya que su problema había sido grave; y posteriormente fue llevado al hospital, en el cual pudo ser estabilizado y, lejos de cualquier peligro mortal, pudo enviar señales de que estaba bien.